# Символ фунта
Символ или знак фунта (£), офиц. денежный знак фунта — типографский символ, который входит в группу «Управляющие символы C1 и дополнение 1 к латинице» (англ. C1 Controls and Latin-1 Supplement) стандарта Юникод: оригинальное название — pound sign (англ.); код — U+00A3. Его основное назначение — представление денежных единиц с названиями «фунт», «лира», «ливр» и «либра», однако он может использоваться и другими способами.

## Начертание
Символ «£» представляет собой разновидность рукописной заглавной латинской буквы «L» с добавлением одного или двух параллельных горизонтальных штрихов. Количество штрихов зависит исключительно от шрифта, использованного для вывода символа.
Разновидность символа, включённая в стандарт Юникод, — «￡», или «широкий символ фунта» (англ. fullwidth pound sign; U+FFE5), введённый для совместимости с символами CJK.
Знак «£» входит в состав других символов Юникода: например, 💷 — банкнота со знаком фунта (англ. banknote with pound sign; U+1F4B7), входящих в состав языка эмодзи.

## Происхождение символа
Либра (лат. libra — весы, баланс, равновесие) — ключевая единица измерения массы в Древнем Риме. От неё произошли названия денежных единиц и единиц измерения массы многих европейских стран: лира (итал. lira) в Италии, ливр (фр. livre) во Франции, либра (исп. и порт. libra) в Испании и Португалии, литра (др.-греч. λίτρα) в Византии. Другая линия терминов происходит от второй части полной версии древнеримского термина — либральный вес (лат. libra pondo — дословно «сбалансированный, должный, правильный вес»): фунт (англ. pound) в Англии, пунт (ирл. punt) в Ирландии, фунд (нем. Pfund) в германских государствах, русский фунт и другие фунты, использовавшиеся как единицы измерения массы и денежные единицы. Вне зависимости от заимствованной части полного наименования древнеримской единицы измерения (libra или pondo), которая стала названием местной денежной единицы или единицы измерения массы, их сокращения, усвоенные европейцами, как правило, образованы от латинского слова libra, даже если они и называются фунтами — «lib», «lb», «℔», «L», «₤», «£».

## Использование в качестве сокращения названий денежных единиц
Знак «£» используется в качестве сокращения многих денежных единиц, носящих название «фунт» (фунта стерлингов, гибралтарского, австралийского, ирландского и других фунтов), «лира» (итальянской, мальтийской и многих других), «либра» (перуанская либра) и иногда «ливр» (джерсийский фунт или ливр). Необходимо при этом иметь в виду, что выбор названия (либра, лира, ливр, фунт и т. д.) по отношению к конкретной денежной единице зависит исключительно от местных традиций именования местных валют и заимствования названий валют других государств. Так, например, в англоязычных странах лиры, ливры и либры, как правило, будут называться фунтами, во франкоязычных странах — ливрами (включая фунты), в испано- и португалоязычных — либрами, в итальяноязычных — лирами.
С 2012 года у турецкой лиры появился собственный знак — ₺ (U+20BA), до этого мог использоваться символ «£». В стандарте Юникод есть самостоятельный символ для лиры — «₤» (U+20A4), однако он был включён в Юникод только для совместимости с кодировочной таблицей HP Roman-8, которая широко используется в драйверах для принтеров. В действительности символ «£» (U+00A3) может быть использован для сокращения обеих валют: и фунта, и лиры. В Юникоде самостоятельный знак есть также у турского ливра — ₶ (U+20B6).
Список денежных единиц с названиями «фунт», «лира», «либра» или «ливр»
| Денежная единица (на англ. и/или на языке страны эмитента) | Государство (территория) | Период обращения | Варианты краткого представления | Варианты краткого представления | Примеры использования | Примеры использования |
| Денежная единица (на англ. и/или на языке страны эмитента) | Государство (территория) | Период обращения | коды ISO 4217                   | символы                         | на денежных знаках    | на марках             |
| ---------------------------------------------------------- | ------------------------ | ---------------- | ------------------------------- | ------------------------------- | --------------------- | --------------------- |
| Существующие валюты                                        |                          |                  |                                 |                                 |                       |                       |
| Турецкая лира (тур. Lirası)                                | Турция                   | 1923 — н.в.      | TRY (949)                       | ₺ • £ • ₤ • TL • LT • YTL       |                       |                       |
| Фунт стерлингов (англ. pound sterling)                     | Великобритания           | ? — н.в.         | GBP (826)                       | £                               |                       |                       |
| Гернсийский фунт (англ. pound)                             | Гернси                   | 1921 — н.в.      | (GGP)                           | £                               |                       |                       |
| Гибралтарский фунт (англ. pound)                           | Гибралтар                | ? — н.в.         | GIP (292)                       | £                               |                       |                       |
| Джерсийский фунт, ливр (англ. pound; фр. livre)            | Джерси                   | ? — н.в.         | (JEP)                           | £                               |                       |                       |
| Египетский фунт (англ. egyptian pound; араб. جنيه مصري‎)    | Египет                   | ? — н.в.         | EGP (818)                       | .ج.م • LE                       |                       |                       |
| Ливанский фунт (араб. ليرة لبنانية‎)                        | Ливан                    | 1924 — н.в.      | LBP (422)                       | .ل.ل                            |                       |                       |
| Фунт Острова Мэн (мэн. punt)                               | Остров Мэн               | ? — н.в.         | (IMP)                           | £                               |                       |                       |
| Фунт Святой Елены (англ. pound)                            | Остров Святой Елены      | ? — н.в.         | SHP (654)                       | £                               |                       |                       |
| Сирийский фунт (англ. pound; араб. الليرة السورية‎)         | Сирия                    | 1924 — н.в.      | SYP (760)                       | .ل.س • SP • LS • S£             |                       |                       |
| Суданский фунт (англ. pound)                               | Судан                    | 1957 — н.в.      | SDG (938)                       | £                               |                       |                       |
| Фолклендский фунт (англ. pound)                            | Фолклендские острова     | 1899 — н.в.      | FKP (238)                       | £                               |                       |                       |
| Южносуданский фунт (англ. south sudanese pound)            | Южный Судан              | 2011 — н.в.      | SSP (728)                       | SSP                             |                       |                       |
| Некоторые исторические валюты                              |                          |                  |                                 |                                 |                       |                       |
| Итальянская лира (итал. lira)                              | Италия                   | 1861—2002        | ITL (380)                       | £ (₤) • L                       |                       |                       |
| Мальтийская лира (мальт. lira)                             | Мальта                   | 1983—2008        | MTL (470)                       | £ (₤) • Lm • ₤m                 |                       |                       |
| Ирландский фунт (ирл. punt)                                | Ирландия                 | 1927—2002        | IEP (372)                       | £Ir                             |                       |                       |
| Кипрский фунт (англ. pound; греч. Λίρα)                    | Кипр                     | 1879—2007        | CYP (196)                       | £C                              |                       |                       |
| Перуанская либра (исп. libra)                              | Перу                     | 1898—1931        | —                               | £ • Lp                          |                       |                       |
| Турский ливр (фр. livre tournois)                          | Франция                  | ≈1230—1803       | —                               | ₶                               |                       | —                     |

## Другие способы использования

### Семунция
Согласно Энциклопедическому словарю Брокгауза и Эфрона, для обозначения древнеримской единицы измерения массы семунции может использоваться символ, идентичный знаку £. Однако символ фунта (£) происходит от названия древнеримской единицы веса либры (libra), символ семунции (𐆒) — от греческой буквы «сигма» (Σ).

### Туркменская латиница

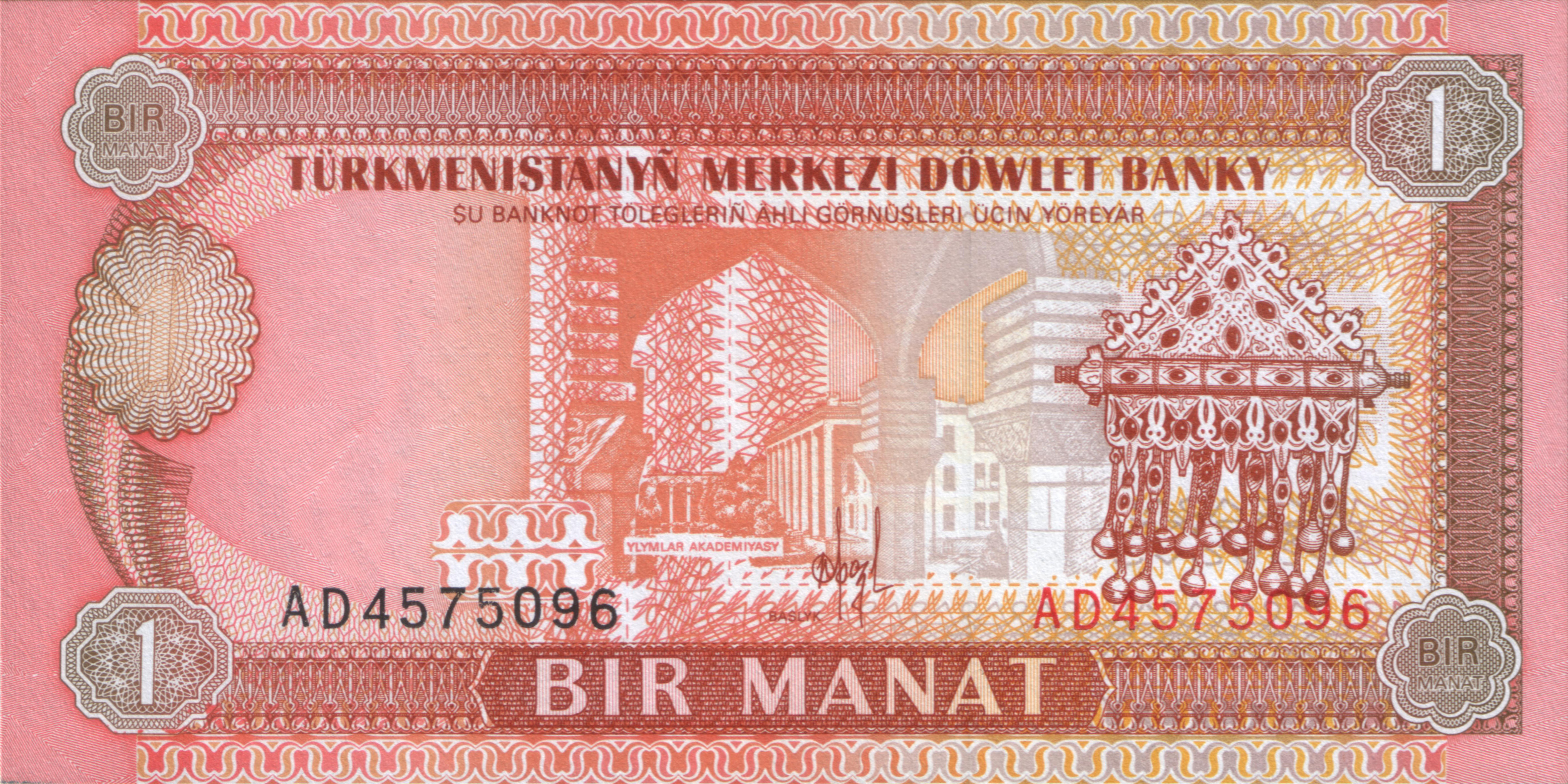
Один туркменский манат образца 1993 года с символами $ и ¥ во второй сточке текста

С 1993 по 1999 год в процессе перехода Туркменистана с кириллицы на латиницу для записи некоторых специфических букв туркменского алфавита использовались такие знаки валют, как $ (символ доллара), ¢ (символ цента), ¥ (символ иены) и £ (символ фунта). Заглавной $ соответствовала строчная ¢, заглавной ¥ — строчная ÿ, а заглавной £ — строчная ſ. В 1999 году вместо них были введены другие символы: вместо $/¢ — Ş/ş, вместо ¥/ÿ — Ý/ý, вместо £ſ — Ž/ž. Символы $ и ¥ (разновидность с одной чертой) встречаются на туркменских банкнотах образца 1993 года достоинством до 500 манатов.